# 比傑
尼度積高·柏路域（Nedeljko Perovic，1978年2月3日—），一般稱為比傑，生於南斯拉夫貝爾格萊德，塞爾維亞足球運動員，司職前鋒，大部分時間也是在國內打滾，2010年受同胞美高邀請加盟屯門。